# Dejan Mitrev
Dejan Mitrev (in macedone Деан Митрев?; Strumica, 20 luglio 1988) è un calciatore macedone, difensore del Schlüchtern.

## Carriera

### Club
Il 1º luglio 2016 viene acquistato a titolo definitivo dalla squadra macedone del Rabotnički.